# Coronarctus
Genre
Coronarctus est un genre de tardigrades de la famille des Coronarctidae. 

## Liste des espèces
Selon Actual checklist of Tardigrada species :
- Coronarctus disparilis Renaud-Mornant, 1987
- Coronarctus dissimilis Gomes-Júnior, E. Santos, da Rocha, P.J.P. Santos & Fontoura, 2020
- Coronarctus fastigatus Renaud-Mornant, 1987
- Coronarctus laubieri Renaud-Mornant, 1987
- Coronarctus mexicus Romano III, Gallo, D'Addabbo, Accogli, Baguley & Montagna, 2011
- Coronarctus neptunus Gomes-Júnior, E. Santos, da Rocha, P.J.P. Santos & Fontoura, 2020
- Coronarctus sonne Saulenko, Maiorova, Martínez Arbizu & Mordukhovich, 2022
- Coronarctus stylisetus Renaud-Mornant, 1987
- Coronarctus tenellus Renaud-Mornant, 1974
- Coronarctus verrucatus Hansen, 2007
- Coronarctus yurupari Gomes-Júnior, E. Santos, da Rocha, P.J.P. Santos & Fontoura, 2020

## Publication originale
- Renaud-Mornant, 1974 : Une nouvelle famille de Tardigrades marins abyssaux: les Coronarctidae fam. nov. (Heterotardigrada). Comptes rendus hebdomadaires des séances de l'Académie des sciences. Série D, Sciences naturelles, vol. 278, no 24, p. 3087-3090.